# 洛司马威

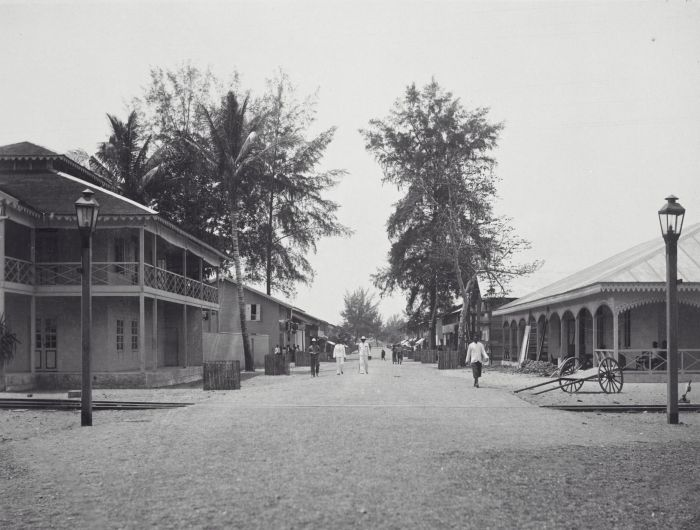

洛司馬威是印度尼西亞亞齊省的城市，位於該國西北部蘇門答臘島北部，面積181.06平方公里，2010年人口170,504，人口密度為每平方公里940人。城市附近有丰富的石油气矿藏，为苏哈托政府与美国埃克森美孚合作开发，于1978年投产，为当地经济带来兴旺景气，合约期满由政府收回，成立洛司马威经济特区。

## 经济特区
2017年2月17日，印尼总统佐科·维多多签署了2017年第5号关于建立洛司马威经济特区的政府条例，经济特区主要发展出口加工、物流、工业品制造、能源加工和旅游等行业，经管权完全归亚齐省政府和亚齐省政府企业。洛司马威经济特区总面积2622.48公顷，其中位于洛司马威城区阿伦炼油厂区域的有1840.8公顷，北亚齐县德宛塔拉（Dewantara，有炼油厂）区域有582.08公顷，以及北亚齐县的耶木安（Jamuan，亚齐纸浆厂所在地）区域有199.6公顷，洛司马威经济特区预计最迟在3年时间内建成并开始运作。

## 资料来源
1. 1 2  . www.guojiribao.com. 国际日报. 2017-07-06  [2017-09-22]. （原始内容存档于2017-09-23）.
2. ↑  . www.shangbaoindonesia.com. 印度尼西亚商报. 2017-02-28  [2017-09-22]. （原始内容存档于2017-09-23）.
3. ↑  . 中华人民共和国商务部电子商务和信息化司. 中华人民共和国驻棉兰总领馆经商室. 2017-03-01  [2017-09-22]. （原始内容存档于2017-04-20）.

## 外部連結
- （印尼文） Official website（页面存档备份，存于）